# Johann Ludwig (Nassau-Saarbrücken)

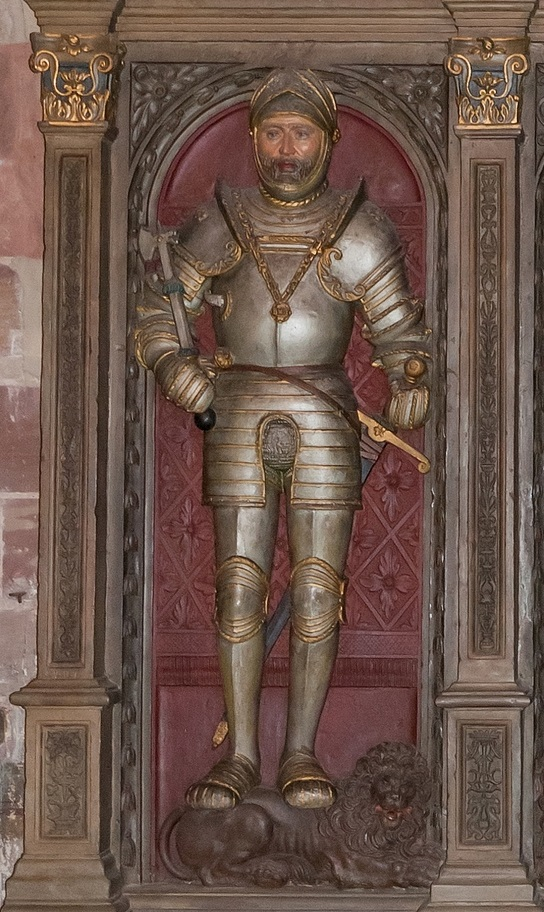
Johann Ludwig von Nassau-Saarbrücken

Johann Ludwig von Nassau-Saarbrücken (* 20. Oktober 1472 in Saarbrücken; † 18. Juni 1545 ebenda) war Graf von Nassau-Saarbrücken.

## Familie
Er wurde drei Monate nach dem Tod seines Vaters Johann von Nassau-Saarbrücken geboren. Seine Mutter war Elisabeth von Württemberg (1447–1505).

## Leben
Seine Mutter hatte bis zu ihrer Wiederverheiratung mit Graf Heinrich von Stolberg-Wernigerode im Jahr 1474 die Vormundschaft inne. Danach übernahmen diese Philipp von Nassau-Weilburg und Eberhard von Württemberg.
Johann Ludwig lebte bis zu seinem vierzehnten Lebensjahr in Weilburg. Er immatrikulierte sich 1483 in Heidelberg und 1485 in Tübingen. Anschließend verbrachte er eine kurze Zeit am Hof des Herzogs René II. von Lothringen, um in Paris zu studieren.
Im Jahr 1490 übernahm er die Herrschaft über Nassau-Saarbrücken. Zu Beginn seiner Regentschaft kam 1491 ein Erbschaftsvertrag der Linien Nassau-Weilburg und Nassau-Saarbrücken zustande. In der Folge kämpfte er unter Maximilian I. bei Metz gegen Karl VIII. von Frankreich.
Im Jahr 1495 begleitete Johann Ludwig seinen Schwager Pfalzgraf Alexander von Zweibrücken und dessen Vetter Bischof Antoine de Croÿ auf einer Pilgerfahrt ins Heilige Land. Die Route berührte Nancy, Venedig, Kreta, Rhodos und Zypern. 1495 wurde er in der Jerusalemer Grabeskirche zum Ritter vom Heiligen Grab geschlagen.
Seit 1496 war er Kammerherr und Ratgeber von René II. von Lothringen. Er wurde 1498 Mitglied des Staatsrates von Maximilian I. Er begleitete diesen nach Italien und nahm 1499 an den Kämpfen gegen die Schweizer teil. Er hat Maximilian auch finanziell unterstützt. Im Jahr 1499 wurde er Mitregent seines Vetters Ludwig von Nassau-Weilburg. Im Jahr 1503 besuchte Maximilian I. Saarbrücken.
Johann Ludwig ließ 1496 einen Kreuzweg und 1505 die Heiliggrabkapelle in Saarbrücken erbauen. Im Jahr 1510 ließ er den Kalvarienberg in Weilburg errichten. Er blieb stets kaisertreu und stand auch noch Karl V. als Ratgeber zur Verfügung. Er nahm 1521 am Reichstag in Worms teil. Die reformatorische Lehre lehnte Johann Ludwig ab. Teilweise wirkten sich die Unruhen zu Beginn des 16. Jahrhunderts, wie der Bauernkrieg, auch auf Nassau-Saarbrücken aus.
Durch seine zweite Frau kam zunächst eine Hälfte der Grafschaft Saarwerden an ihn. Nach dem Tod des Erben des zweiten Teils fiel 1527 auch der Rest der Grafschaft an Nassau-Saarbrücken. Dagegen erhob der Metzer Bischof Johann von Lothringen Einspruch, der das heimgefallene Lehen sogleich seinem Bruder Herzog Anton von Lothringen überließ. Der daraus resultierende Rechtsstreit vor dem Reichskammergericht dauerte über hundert Jahre bis 1629. Am faktischen Besitz der Grafschaft in der Hand von Johann Ludwig änderte der Streit zunächst nichts. Im Jahr 1544 übernahm er das Kloster Herbitzheim. Im selben Jahr weilte Karl V. in Saarbrücken.
Er war in seinen letzten Jahren sehr der Alchemie zugetan. Im Jahr 1544 teilte er seinen Besitz unter seinen Söhnen Philipp, Johann und Adolf auf, behielt sich aber ein Viertel der Einnahmen vor. Er wurde nach seinem Tod in der Stiftskirche St. Arnual beigesetzt.

## Ehen und Nachkommen
Am 29. Januar 1492 heiratete er Elisabeth von Pfalz-Zweibrücken, Tochter des Pfalzgrafen und Herzogs Ludwig I. von Zweibrücken, die im Jahr 1500 starb. Aus der Ehe gingen sechs Töchter hervor:
- Ottilie (1492–1554)[4] ⚭ 1516 Graf Johann V. von Sayn (1493–1529)
- Anna (1493–1565), Nonne in Rosenthal[5]
- Elisabeth (1495–1559), Nonne in Walsdorf
- Johanetta (1496–1556), Nonne in Rosenthal, 1553–1556 Äbtissin von Herbitzheim[6]
- Margarethe (* 1497), starb jung
- Felicitas (* 1499), Nonne

In zweiter Ehe heiratete er am 14. Februar 1507 Gräfin Katharina von Moers-Saarwerden (1491–1547), Tochter von Graf Johann III. (1468–1507). Aus dieser Ehe gingen neun Kinder hervor:
- Anna (1508–1582), Nonne in Rosenthal, 1556–1566 Äbtissin von Herbitzheim[8]
- Philipp (1509–1554), Graf von Saarbrücken (1545–1554)
- Johann (1511–1574), Graf von Saarbrücken (1554–1574); → Linie im Mannesstamm erloschen
- Margarethe (1513–1562), Nonne in Walsdorf
- Elisabeth (1515–1590), Nonne in Walsdorf
- Katharina (1517–1553) ⚭ 1537 Graf Emich X. von Leiningen-Dagsburg (1498–1541)
- Agnes (* 1519), starb jung
- Johann Ludwig (1524–1542), starb durch Sturz vom Pferd; Domherr in Köln, Trier und Straßburg[9]
- Adolf (1526–1559)[10]